# Vysoká hra patriotů
Vysoká hra patriotů (v anglickém originále Patriot Games) je americký film z roku 1992. Akční kriminální drama podle stejnojmenné knihy Toma Clancyho a scénáře Donalda Stewarta natočil australský režisér Phillip Noyce. Harrison Ford v něm hraje Jacka Ryana, který opustil aktivní službu, je však konfrontován s uprchlým teroristou IRA Seanem Millerem, jehož ztvárnil Sean Bean. Společnost Paramount Pictures snímek uvedla do amerických kin 5. června 1992.

## Děj
Jack Ryan odešel z aktivní služby a věnuje se přednášení na námořní akademii. Na pozvání britské Královské námořní akademie odcestuje i s manželkou Cathy a dcerou Sally přednášet do Londýna. Před Buckinghamským palácem však dojde k teroristickému útoku na ministra pro Severní Irsko, lorda Williama Holmese. Jack je toho svědkem a při rychlé reakci zastřelí jednoho teroristu IRA Patricka Millera, druhého (jeho bratra Seana) pak zatkne policie. Jack svědčí u soudu a Miller je odsouzen do vězení. Při převozu ho však osvobodí teroristická skupina vedená Kevinem O'Donnellem a uprchne s ním do tábora v severoafrické Libyi, kde osnová plány na další útoky. 
Ještě předtím si ovšem Miller „odskočí“, aby se pomstil za smrt bratra útokem na Jackovu těhotnou manželku s dcerou. Obě skončí v nemocnici, ale přežijí, ačkoli Miller je zprvu přesvědčen, že byl útok smrtící. Jack se pod dojmem reálné hrozby vrátí k CIA a pátrá po Millerovi, až ho vystopuje do libyjského tábora. Komanto SAS podnikne vojenský útok na tábor, ale Miller s O'Donnellem i s atraktivní zrzkou Annette v něm nejsou, protože odjeli do USA na další misi. 
Lord Holmes navštíví Jacka s rodinou v jejich domě, aby mu předal vyznamenání za statečnost při londýnském útoku. Ukáže se však, že ministrův tajemník je zrádce, který do domu přivedl Millera s dalšími atentátníky. Jackovi se za pomoci přítele a velitele akademie Robbyho Jacksona podaří ochránit svou rodinu i ministra a odvést všechny do bezpečí. Rozlícený Miller však rezignuje na původní plán a jde vytrvale po něm, za svojí vendetou. V osobním zápase na motorovém člunu na rozbouřeném moři nakonec Jackovou rukou zemře.

## Postavy a obsazení
| Harrison Ford     | John Patrick „Jack“ Ryan                                   |
| Anne Archerová    | Dr. Caroline Catherine „Cathy“ Ryanová, Jackova žena       |
| Patrick Bergin    | Kevin O'Donnell, terorista IRA                             |
| Sean Bean         | Sean Miller, terorista IRA                                 |
| Thora Birchová    | Sally Ryanová, Jackova dcera                               |
| James Fox         | lord William Holmes, terč útoku IRA                        |
| Ellen Geerová     | Rose, asistentka oddělení                                  |
| Samuel L. Jackson | Robby Jackson, důstojník akademie                          |
| Polly Walkerová   | Annette, teroristka IRA                                    |
| J. E. Freeman     | Marty Cantor, vedoucí oddělení                             |
| James Earl Jones  | viceadmirál Jim Greer                                      |
| Richard Harris    | Paddy O'Neil, pokladník politické strany Sinn Féin         |
| Alex Norton       | Dennis Cooley, obchodník se vzácnými knihami a kontakt IRA |
| Hugh Fraser       | Geoffrey Watkins, tajemník lorda Holmese                   |
| Alun Armstrong    | seržant Owens                                              |
| David Threlfall   | inspektor Robert Highland                                  |
| Andrew Connolly   | Charlie Dugan                                              |